# Bratislav Todorović
Bratislav Todorović (Leskovac, 14. novembar 1972) srpski je književnik. Todorović je pripovedač, romansijer i pesnik.

## Biografija
Bratislav Todorović je osnovnu i srednju elektrotehničku školu završio u Leskovcu. Studirao je građevinski fakultet u Podgorici, ali ga napušta i posvećuje se pisanju. Po povratku u Leskovac, biva osam godina sekretar Književnog kluba „Glubočica“, a kasnije postaje i član Udruženja pisaca Leskovca. Objavljivao je u mnogim časopisima, nedeljnicima, portalima, zbornicima. Pisao je recenzije, a kao novinar i kolumnista pisao u lokalnim štampanim medijima. Zastupljen u antologijama i leksikonu pisaca Leskovca. Od 2007. godine prelazi u Beograd,. Član je Književnog kluba "Scena Crnjanski" Beograd.. Glavni i odgovorni urednik časopisa za književnost "Scena Crnjanski.". Bio je glavni i odgovorni urednik časopisa za književnost, umetnost i kulturu "Pomak" Leskovac. Priređivač i urednik zbornika "Šta bi rekao Crnjanski 4", povodom 70. godina Književnog kluba "Scena Crnjanski". Bio je član i predsednik žirija "Majskih susreta" 2017, 2018 i 2023 godine, Akademije 28, pri Univerzitetu "Đuro Sajaj".  Predsednik je Književnog kluba "Ivo Andrić" iz Zemuna od 2024. Dobitnik nagrade "prof. Nenad Radoš" za kratku priču 2023. Živi i radi i Zemunu.

## Bibliografija
- Rapsodija mladosti, Glubočica, Leskovac, pesme, 1995.
- San besane noći, Glubočica / Fileks, Leskovac, pripovetke, 1999/2007.
- U senci vremena, Glubočica, Leskovac, roman, 2002.
- Ubistvo smisla, Glubočica, Leskovac, priče, 2004.
- Karta života, Glubočica / Fileks, Leskovac, pesme, 2006.
- Ljubav u Lisabonu, Mali Nemo, Pančevo, roman, 2012.[2]
- Kaleidoskop vremena, K.K. Ivo Andrić, Zemun, izabrane i nove pesme, 2015.
- Razgovor s ogledalom, K.K. Ivo Andrić, Zemun, roman, 2020.
- Čudnovato detinjstvo i druge priče, K.K. Ivo Andrić, Zemun, priče za decu, 2022.
- Putovanje života, K.K. Ivo Andrić, Zemun, odabrane i nove priče, 2023.
- U senci vremena, K.K. Ivo Andrić, Zemun, roman, 2025.